# Sven Bengtsson (politiker)
Sven Bengtsson (i riksdagen kallad Bengtsson i Norup), född 9 december 1866 i Knislinge socken, död där 16 december 1936, var en svensk lantbrukare politiker (folkpartist). Far till riksdagsmannen Sam Norup.
Sven Bengtsson, som kom från en bondesläkt, arbetade som dräng och som spårvagnskusk i Stockholm innan han blev lantbrukare på Norups gård i Knislinge 1907. I Knislinge var han också kommunalstämmans ordförande 1903-1936 och även ordförande i kommunalnämnden. Sven Bengtsson blev 1902 ledamot av Kristianstads läns landsting och blev senare landstingets ålderspresident och vice ordförande samt från 1909 ordförande i Kristianstads läns landstings frisinnade grupp.  Han var även ledamot av styrelsen för Svenska landskommunernas förbund från 1919. Från  Han var aktiv i den skånska bonderörelsen.
Sven Bengtsson var ledamot av styrelsen för Tidningsaktiebolaget Svenska Morgonbladet, Osby samskola, Osby lantmannaskola Osby sjukhelm för obildbara sinneslöa, var ordförande i styrelsen Skånes sinneslöanstalt i Helsingborg och i styrelsen för skolhemmet Fridhem i Hässleholm, för sinnessjukhemmet i Bommeryd samt i Skånes skyddshemsstifts nämnd.
Sven Bengtsson var även aktiv inom Svenska missionsförbundet, var ledamot av missionstyrelsen från 1913 och dess ordförande åren 1918-1936
Han var riksdagsledamot i andra kammaren 1912-1936, år 1912-1921 för Kristianstads läns nordvästra valkrets och från 1922 för Kristianstads läns valkrets. Som kandidat för Frisinnade landsföreningen tillhörde han dess riksdagsparti Liberala samlingspartiet, efter den liberala partisprängningen hösten 1923 Frisinnade folkpartiet. I riksdagen tillhörde han bland annat utrikesutskottet som ledamot alternativt suppleant 1927-1935; han var också andra kammarens andre vice talman 1931-1932 och förste vice talman 1933-1934. Han var även ordförande i riksdagens nykterhetsgrupp 1924-1932. Han var främst engagerad i förvaltningspolitik och alkoholpolitiska frågor.